# Megachile albonigra
Megachile albonigra är en biart som beskrevs av Pasteels 1973. Megachile albonigra ingår i släktet tapetserarbin, och familjen buksamlarbin. Inga underarter finns listade i Catalogue of Life.